# Тімоті Вінтер
Тімоті Вінтер (англ. Timothy Wynter; 16 січня 1996) — ямайський плавець.
Учасник літніх Олімпійських ігор 2016 року в Ріо-де-Жанейро (Бразилія).

## Виступи на Олімпіадах
| Олімпіада           | Дисципліна     | Місце (час)     |
| ------------------- | -------------- | --------------- |
| Ріо-де-Жанейро 2016 | 100 м на спині | 34 (57.20 сек.) |